# Thomas Reis (Kabarettist)
Thomas Reis (* 29. Oktober 1963 in Freiburg im Breisgau; † 23. Juni 2024 in Köln) war ein deutscher Kabarettist und Autor.

## Leben
Thomas Reis gründete im Oktober 1985 gemeinsam mit Peter Vollmer in Freiburg im Breisgau das „Duo Vital“, das mit dem gemeinsam geschriebenen Programm Kabel-j-au auftrat. Danach folgten die Duo-Programme SAT der Gewalt (1985), Akzep-Tanz auf dem Vulkan (1987), Das Deutsche Reich(t) (1988) und WeltBildersturm (1990). Ein Kabarettabend unter dem Titel Trümmer, Träume und Rosinen mit Texten von 1945 bis 1950 wurde im Jahr 1989 im Haus der Geschichte in Bonn vorgestellt. 1992 ging er mit seinem ersten Soloprogramm Als die Männer noch Schwänze hatten auf die Bühne.
Im Dezember 1995 produzierte Reis im Duo mit Andreas Kunze das Programm Weihnachtsmänner. Von 1993 bis 1996 hatte Reis eine eigene kleine Fernsehkolumne beim NDR. Im Rahmen der Magazinsendung DAS produzierte er den satirischen Wochenrückblick.
Im August 2023 wurde bei ihm Lungenkrebs diagnostiziert. Am 3. Juni 2024 spielte er im ausverkauften Kölner Senftöpfchen die Premiere seines neuen Programms „Du sollst nicht verblöden“ und nahm dabei auch gleichzeitig Abschied von der Bühne. Thomas Reis starb am 23. Juni 2024 im Alter von 60 Jahren in Köln. Seine Grabstätte befindet sich auf dem Kölner Melaten-Friedhof.

## Fernsehbeiträge
- WDR (Mitternachtsspitzen, Böttinger, Aktuelle Stunde, Mittwochs live)
- BR (Ottis Schlachthof, Kabarett aus Franken)
- SFB/RBB (Satirefest, Kleinkunstfestival)
- SR (Gesellschaftsabend, Roglers rasendes Kabarett)
- SDR (MUM, Abendschau)
- HR (Queens Palace)
- ZDF (Doppelpunkt, Das Aktuelle Sportstudio, WiSo, Die Anstalt)
- 3Sat (MundArt)
- VOX (Provokation/30 Sendungen, Liebe Sünde, Canale Grande)
- SAT.1 (Regional Report)
- RTL (West live)

Hinzu kamen Auftritte in Hörfunksendungen des WDR, SR, SDR, SWF, HR, RIAS und SFB. Ab Herbst 2008 schrieb Reis die monatliche Kolumne Reis’ Parteitag für die Frankfurter Rundschau. Für den Langenscheidt-Verlag verfasste er im Jahr 2014 das Unwörterbuch Politikerisch.

## Kritiken
Nach dem erfolgreichen Programm Gibt’s ein Leben über 40? zeigte Reis im kleinen Berliner Mehringhof sein offensichtlich recht umstrittenes Machen Frauen wirklich glücklich? vor zum Teil leeren Rängen. Das folgende Programm Reisparteitag erhielt gute Kritiken, die Inhalte erreichten ein hohes Niveau und ließen Reis’ Solo-Präsenz (Netto 115 Minuten ohne Zugabe) sowie seine sehr rasante, freie Sprache hervortreten.

## Produktionen

### Mit „Duo Vital“
- 1985: Kabel-j-au
- 1985: SAT der Gewalt
- 1987: Akzep-Tanz auf dem Vulkan
- 1988: Das Deutsche Reich(t)
- 1989: Trümmer, Träume und Rosinen
- 1990: WeltBildersturm

### Soloproduktionen
- 1992: Als die Männer noch Schwänze hatten
- 1994: Der Hammer
- 1996: Reis last Minute
- 1998: Ein Schwein wird Metzger
- 2001: So wahr ich Gott helfe
- 2003: Gibt’s ein Leben über 40?
- 2007: Machen Frauen wirklich glücklich?
- 2010: Reisparteitag
- 2013: Und sie erregt mich doch!
- 2015: Endlich 50!
- 2024: Du sollst nicht verblöden[7][8]

### Auszeichnungen
zusammen mit Peter Vollmer als Duo Vital
- 1986: Kleinkunstpreis des Landes Baden-Württemberg
- 1987: Kleinkunstpreis des Saarlandes St. Ingberter Pfanne
- 1989: Kleinkunstpreis der Stadt Lüdenscheid
- 1990: Garchinger Kleinkunstmaske

als Solokünstler
- 1998: Gewinner des Paulaner Solo
- 1999: Kleinkunstpreis der Stadt Lüdenscheid
- 2000: Gaul von Niedersachsen
- 2007: Sprungbrett (Kabarettpreis des Handelsblattes)
- 2020: Kleinkunstpreis Baden-Württemberg (Ehrenpreis)
- 2022: St. Ingberter Pfanne (Jurypreis)

## CDs
- Ein Schwein wird Metzger. ISBN 3-931265-16-1.
- So wahr ich Gott helfe. ISBN 3-931265-31-5.
- Gibt’s ein Leben über 40? ISBN 3-931265-46-3.
- Machen Frauen wirklich glücklich? ISBN 978-3-931265-73-1.
- Und sie erregt mich doch! ISBN 978-3-944304-02-1.